# Leo Colonna
Leo Colonna (Milano, 19 novembre 1957) è un attore e compositore italiano.

## Biografia
Leo Colonna, all'anagrafe Maurizio Martellini, ha iniziato la carriera come protagonista di fotoromanzi per Bolero ed è stato il partner di Elisabetta Viviani come protagonista in diverse commedie musicali a puntate trasmesse dalla Rai con ruoli di rilievo: Valentina (1977), Mademoiselle Nitouche (1978), Macario più (1979) e Atelièr (1986), tutte con la regia di Vito Molinari.
Leo Colonna ha interpretato anche alcuni film del filone commedia all'italiana sotto la regia di Mariano Laurenti con partner come Edwige Fenech, Gloria Guida, Lino Banfi e prodotti dalla Dania Film di Luciano Martino: L'insegnante va in collegio (1978), L'infermiera di notte (1979) e La ripetente fa l'occhietto al preside (1980).
Ha poi lavorato in teatro con Gino Bramieri dopo essere stato scelto e guidato da Pietro Garinei in Pardon Monsieur Molière, commedia brillante tratta da Il borghese gentiluomo di Molière e liberamente elaborata da Terzoli e Vaime, che debutta in ottobre 1983 al Teatro Politeama Rossetti di Trieste e tournée in tutta Italia, dal Teatro Sistina di Roma, al Teatro Lirico di Milano, al Teatro Verdi di Firenze.
Leo Colonna oggi è produttore discografico, compositore, autore di testi e arrangiatore. 
Ha partecipato come autore con un suo brano al Festival di Sanremo 2003, scritto insieme a Vince Tempera e Andrea Zurawski intitolato Lei che, portando i fratelli Zurawski a classificarsi al terzo posto nella sezione giovani proposte.
Con Iva Zanicchi ha lavorato nelle vesti di arrangiatore in un concerto sinfonico prodotto nell'ottobre 2017 al Teatro Sociale di Mantova a favore dell'ospedale Gaslini di Genova.
Nel 2020 con la partecipazione dell'editore De Ferrari e il giornale Il Secolo XIX produce un album, Genova Vita, interpretato dal tenore Fabio Armiliato nel cui ambito si trova l'omonimo brano, di cui è autore di musica e testo, dedicato alla tragedia del ponte Morandi di Genova. 
Nello stesso anno è l'arrangiatore della canzone scritta da Andrea Tomassini, Mai mollare, con cui anche i portatori di handicap dimostrano che con la tenacia e il talento nessun traguardo può esser loro precluso.
Nel novembre 2021 produce 10 th Anniversary Ppg Studios, l'evento che ha sancito il decimo anno di apertura dello studio di registrazione di Pierpaolo Guerrini già tenuto a battesimo da Andrea Bocelli in occasione della sua apertura. Presenti lo stesso Andrea Bocelli, Matteo Bocelli, Stjepan Hauser, Irene Grandi, Steven Mercurio, Bedy Moratti, Francesca Patanè e tanti altri artisti.
È Director Project Manager del Ppg Studios, storico epicentro tecnico di Andrea Bocelli, con cui collabora dal 2011.
Nel 2022 è presidente di giuria di Rumore Bim Festival, il talent dedicato a Raffaella Carrà, prodotto da Anteros di Nazzareno Nazziconi, con la partecipazione di Samuel Peron, Michele Monina, Enzo Paolo Turchi, Maria Grazia Cucinotta, Marco Masini, Massimo Cotto e Roberto Vecchi.
Dal febbraio 2025 è coach di 'Nap Academy', l'accademia artistica per veri talenti sorta nel cuore di Napoli grazie a un'idea del maestro Carlo Morelli, ove presiede le Masterclass in tema di 'produzione discografica' e 'voice studio recording'.

## Filmografia

### Cinema
- L'insegnante, regia di Nando Cicero (1975)
- L'insegnante va in collegio, regia di Mariano Laurenti (1978)
- L'infermiera di notte, regia di Mariano Laurenti (1979)
- La ripetente fa l'occhietto al preside, regia di Mariano Laurenti (1980)

### Televisione
- Valentina, una ragazza che ha fretta, regia di Vito Molinari – film TV (1977)
- Mademoiselle Nitouche, regia di Vito Molinari (1978)
- Macario più, regia di Vito Molinari – programma TV (1979)
- Atelier, regia di Vito Molinari (1986)

## Doppiatori
- Sandro Acerbo in L'insegnante va in collegio, L'infermiera di notte
- Claudio Sorrentino in La ripetente fa l'occhietto al preside